# 滑空
滑空（かっくう、英: Gliding）とは、主にグライダー（滑空機）、ハンググライダー、パラグライダーなどの空気より重い航空機（重航空機という）の降下飛行を指す。

## 概要
技術的に言えば、上記の各機種はレクレーションのために滑空または滑翔（ソアリング）を行うグライダーの型式の差に過ぎず、海上の潮風の中でセールボートとウイングサーフィンが区分されているのと同じである。

### 滑翔（ソアリング）
「滑翔（ソアリング）」とは、正確には、航空機が上昇気流によって高度または速度を増加する状況を指す。
本項において「滑空（グライディング）」という言葉は、グライダーのスポーツ目的の飛行だけを示す。
ソアリングを行う条件が充分に良いときには、熟練したパイロットならば、出発点から片道数100 kmの飛行を行い、帰還することが出来る。時として飛行距離は1,000 km以上に達する。ただし、天候が悪化すると、どこかに着陸しなければならなくなるが、モーターグライダーならばエンジンを再始動すればそれを免れることが出来る。
グライダーパイロットの多くは単に飛行の達成感を満喫するだけであるが、競技派のパイロットは定められた周回コースの飛行を指向する。このような競技では、パイロットの飛行技術と同時に、気象条件を利用する技能が試される。
多くの国で、地区競技・全国競技が開催され、1年おきに世界滑空選手権が開催されている。
動力付き航空機（飛行機など）とウインチの2つが、グライダーを発航させる主要な手段である。モーターグライダーの自力発航を除き、上記及びその他の発航手段は、いずれもパイロット以外の要員の助力を必要とする。グライダークラブは飛行場と設備の区分利用と、新人の養成と、高度の安全性を維持するために設立されている。

## 歴史
重航空機の発達は、ジョージ・ケーリー卿の御者が飛行した1853年から、ライト兄弟に至る半世紀間に、主としてグライダーによって為された。

### ヴェルサイユ条約
ただし、スポーツとしての滑空（グライディング）は、第一次世界大戦後に初めて、ヴェルサイユ条約が原因で始まったものである。
同条約は、ドイツに対して単座航空機の製造・飛行を厳しく制限した（ヴェルサイユ条約#軍備条項）。その結果、1920～30年代には、世界各国の航空界が飛行機の性能向上を進めたのに対して、ドイツは効率の高いグライダーの設計や飛行の向上に努め、より遠く早く飛行するために自然力の利用を指向した。この活動は、将来の再軍備の布石として、時の政府に後押しされていた。後年、第三帝国がジュネーブ条約を破棄して第二次世界大戦準備に進んだとき、グライダーの研究と訓練は熟練した軍用機の航空要員の供給源となり、中にはエース・パイロットになった者が何人もいる。

### 1920年代
ドイツの第1回滑空競技は、1920年にヴァッサークッペ（Wasserkuppe）で、オスカー・ウルジヌス（Oskar Urusinus）の計画・指導の下に行われた。最高記録は2分間で、距離の世界記録2 kmを樹立した。

### 1930年代
10年の間に、滑空競技は国際的な行事になり、滞空時間や飛行距離は著しく向上した。1931年には、ギュンター・グレンホフ（Gunter Grönhoff）がミュンヘンからチェコスロバキアまで272 kmを飛行し、更に飛べる余裕があった。
1930年代には、滑空活動は世界各国に普及した。1936年の夏季オリンピック（ベルリン）では、滑空はデモンストレーション競技になり、1940年（東京の予定）には正式競技になる計画であった。ドイツでは、それに備えてオリンピック用のグライダーを開発したが第二次世界大戦によって中断した。
1939年までの主要なグライダーの記録は、ロシア人によって保持され、距離は748 kmに達した。

### 1940年代
1940年代、つまり第二次世界大戦中は、ヨーロッパにおける民間の滑空活動は、大部分が中断された。軍用グライダーによる作戦行動が行われたが、これらは滑翔ではなく、滑空スポーツとは無関係である。しかしながら、エーリヒ・ハルトマン（Erich Hartmann）をはじめドイツの戦闘機のエース・パイロットに、グライダー訓練の経験者が数人含まれている。

### 1950年代
1950年代には、多くの国々で、大勢の訓練を経たグライダー・パイロットが飛行を続けたがっており、その多くは航空技術者でもあった。彼らは、グライダーの飛行クラブと製作所を共に発足させ、その中には現在まで存続しているものもある。
この動きはグライダーと滑空活動を共に活性化し、アメリカ滑空協会のメンバー数を1,000名から現在の12,500名まで成長させた。グライダー・パイロット人口の増加・知識の拡大・技術の発展は、新記録の樹立に貢献し、戦前の高度記録は1950年までに倍増し、飛行距離1,000 kmの大台は1964年に突破された。

### 現代
ガラス繊維強化プラスチック、炭素繊維強化プラスチックのような新素材は翼の平面形や翼断面を進歩させ、電子装備、G.P.S.、天気予報が発達したので、従来は特別な例とされたような高い水準の飛行を、多くのパイロットが達成するようになった。2006年現在では500人ものパイロットが1,000 kmの飛行を行っている。
滑空スポーツの発祥の地であるドイツは、現在でも中心地であり、世界のグライダー・パイロット人口の30 %を擁し、3大グライダー・メーカーが存在する。しかしながら、このスポーツは多くの国々にも取り入れられ、現在11万6,000名のパイロットが活動している。これに加えて軍の教習生が存在するが、人数は不詳である。更に毎年多くの人々がグライダーの初飛行を体験している。

### オリンピック競技
滑空競技は2つの理由によって、戦後になってもオリンピック種目に復活しなかった。一つ目は、戦後に残されたグライダーの機数の不足である。また、競技に使う単一の機種の選定に合意が得られなかったこともある。単一機種の指定は、新設計の発展を妨げるという意見もあった。
滑空競技などのエア・スポーツをオリンピック種目に復活させる提案は、F.A.I.（国際航空連盟）などの国際組織によって行われたが、一般の理解度が低いので否決されている。

### 世界滑空選手権大会
オリンピック競技に代わるものに、世界滑空選手権大会がある。第1回は、1937年にワッサークッペで開催された。第二次世界大戦以降は2年おきに開催されている。
同競技会には、男女を問わないオープン競技が6種目と、女性種目と2つのジュニア種目の計9種目が含まれている。

## ソアリング（滑翔）
グライダーは、機体の沈下速度より強い上昇気流の中では、位置エネルギーを獲得しながら何時間も空中に留まることが出来る。通常の上昇気流の源は下記のものである。
- サーマル ：暖かい空気の上昇気流
- 斜面上昇 ：風が丘の面に吹き付け、上に吹き上げられるときに発生
- ウエーブ（山岳波）の上昇 ：大気中の定常波、流れの表面の漣のようなもの

グライダーは、斜面上昇では、その地形から600 m以上の高さまで上昇することは、ほとんど無い。サーマルでは、気候と地形にもよるが、平野では3,000 mに達し、山地ではもっと高く上昇する。ウエーブ（山岳波）の上昇では、グライダーが15,447 mまで上昇した。
雲の中のような、コントロールできない空域まで上昇することを許す国もあるが、多くの国の場合は雲底に達する前に上昇を止めなければならない。

### サーマル（熱上昇気流）
サーマルは、太陽に温められた地表の上で形成される上昇気流である。空気が十分な水分を含んでいる場合は、上昇中に凝縮して積雲を作る。サーマルに遭遇したとき、パイロットは中に留まれるように旋回飛行を行い、高度を稼ぎ、それから脱出して次のサーマルに向かう。これが、いわゆるサーマリング（サーマル飛行）である。サーマルの上昇率は、条件によるが、通常は1秒に数  mである。
サーマルは風や地形によっては列状に形成される場合もあり、そのときは雲の列が出来る。このような場合は、上昇を続けながら直線飛行をすることが出来る。
空気の湿度が低い場合、あるいは気温の逆転によって暖かい空気が含んでいる水分が凝縮するほどの高度まで上昇しない場合は、サーマルが積雲を形成しない。パイロットが雲や砂煙（ダスト・デビル）などの目印抜きでサーマルを見つけるには、精密な昇降計、つまりグライダーの垂直の飛行速度を敏速に示す計器を使って、技能と運の限りを尽くさなければならない。
サーマルが見つかる場所の代表は、街の上・耕されたばかりの畑の上・アスファルト道路の上などといわれるが、どの様な地表の状態とも結びつかない場合もある。時として、火事や発電所の煙突の上にサーマルが発生する。
サーマルは熱せられた空気の上昇であるから、中緯度地方での利用期間は春から夏の終りまでの間であり、冬は弱い。斜面上昇やウエーブの上昇は寒い時期も有効である。

### 斜面上昇気流
斜面上昇気流は、丘の側面の上昇気流を利用するものである。斜面が太陽に面しているときは、斜面上昇はサーマルによって増強される。
定常風が吹き続ける斜面では、限りなく滞空が可能であり、滞空時間の記録挑戦の限界は疲労の限界への挑戦という危険な行為と同じである。

### ウエーブ（山岳波）の上昇気流
山に発生する空気の波による強力な上昇 / 下降気流は、1933年にグライダー・パイロットのワォルフ・ヒルト（Wolf Hirth）によって発見された。この波（ウエーブ）は極めて高い高度に達するので、利用するパイロットは酸欠を防ぐために酸素吸入を必要とする。
ウエーブ（山岳波）の上昇気流は、風と直角に長く横たわるレンズ雲を発生する。2006年8月29日にアルゼンチンのエル・カラファテ（El Calafate）上空で樹立された現在の高度記録15,453 mは、ウエーブ上昇気流を利用したものである。パイロットは、スティーブ・フォセット（Steve Fossett）とアイナー・エネヴォルドソン（Einar Enevoldson）で、耐圧服を着用した。
また、現在の距離の世界記録3,008 km（2003年1月21日樹立）もクラウス・オールマン（Klaus Ohlmann）が南アメリカのウエーブを利用した飛行である。
まれに生ずるウエーブ現象として「モーニング・グローリー」があり、巻雲が強力な上昇気流を発生する。オーストラリアのカーペンタリア湾付近などで、春季に利用できる。

### その他の上昇気流
2つの気団がぶつかる境界をコンバージェンス・ゾーン（Convergence Zone, 収束帯）と言い、海風が吹き込む地帯、あるいは砂漠地帯に出来る。海風の場合、海から来る冷たい空気が陸上の暖かい空気にぶつかり、下にもぐりこんだ境界は浅い寒冷前線のようになる。この境界に沿ってグライダーを飛ばせば、斜面上昇と同じように高度を獲得出来る。コンバージェンス・ゾーンは長い距離にわたって生じるので、直線飛行をしながら高度を稼ぐことが出来る。
「ダイナミック・ソアリング」というテクニックも利用できる。これは水平速度が違う気団の境界を往復しながら力学的エネルギーを稼ぐ方法である。このように風速傾斜の大きい場所は通常は地表に近く、アホウドリやミズナギドリなどの海鳥が波間を使ってこの飛行方法を行っているが、航空機であるグライダーが安全に利用することは出来ない。
動画説明　https://www.youtube.com/watch?v=uMX2wCJga8g
RC(ラジオ・コントロール)グライダーでは尾根を使ったダイナミック・ソアリングによるスピード競技が行われている。地面効果#動物を参照。

## 発航法
グライダーは動力を備えていないので、離陸するために様々な動力源を利用する。パイロットは、そのいずれかを選択しなければならない。
飛行機曳航法と地上曳航法ではテクニックが全く異なるので、国によっては両方法の利用を飛行免状で分けているところもある。

### 飛行機曳航
グライダーの飛行機曳航は、通常は単発の軽飛行機が行うが、モーター・グライダーも曳航することを許されている。曳航機は、グライダーを必要な高度まで上昇させ、グライダーのパイロットがそこで曳航索を離脱する。曳航索には弱いリンクが組み込んであり、急加重がかかるとそこが切れ、曳航中の機体にダメージを及ぼさない。
曳航中のグライダー・パイロットは、曳航機に対して上下いずれかの位置をとる。「ロウ・トウ」（低位置曳航）は曳航機の後流の下、「ハイ・トウ」（高位置曳航）は後流の上の位置で、オーストラリアでは通常はロウ・トウ、アメリカとヨーロッパではハイ・トウを使う。まれに、1機の曳航機が2機のグライダーを曳航することもあり、そのときは短い曳航索でハイ・トウ、長い曳航索でロウ・トウを行う。

### 地上発航

#### ウインチ曳航
グライダー発航法には、地上に定置した重い車両に載せたウインチで曳航する方法もある。ヨーロッパのグライダー・クラブではウインチ曳航が広く利用され、飛行機曳航は補助的な方法である。ウインチの動力は通常は大きなディーゼルエンジンであるが、油圧モーターや電動モーターもある。
ウインチは、グライダーに取り付けた長さ1,000～1,600 mの高張力鋼または合成繊維の曳航索を巻き取る。グライダーは短時間で急角度の上昇の後に、曳航索を高度400～700 mで離脱する。
ウインチ曳航の利点はコストが安い点であるが、飛行機曳航にくらべると到達高度は低く、離脱後の数分間で上昇気流を見つけない限り、飛行時間は短い。ウインチ曳航では曳航索が切断する危険があるので、パイロットはそれに対処する訓練を受ける。

#### 自動車曳航
地上発航法には自動車曳航もあるが、このような直接曳航には、舗装路面・馬力のある自動車・長い鋼索が必要で、現在ではほとんど行われない。
曳航車の運転手は、静かに曳航索のたるみを取ってから急激に加速を行い、グライダーは凧のように上昇する。適当な迎え風があれば、1.5 kmの滑走路で400 mくらいの高度を獲得できる。自動車曳航、砂漠の乾湖でも使われる。
自動車曳航の応用として、「逆曳き法」が行われている。
曳航車は滑走路の風上でグライダーに正対し、曳航索は後方の滑車で180度向きを変えてグライダーに取り付ける。曳航の状況は、ウインチ曳航の場合に近い。

#### ゴム索発航
ゴム索発航はグライダー草創期の方法であるが、緩やかな斜面の丘の頂上から強い風に向かって発航させるときには、時として現在でも利用されることがある。ゴム索は何条ものゴムバンドの束で、「バンジー（Bungee）」とも呼ばれる。
ゴム索発航では、グライダーの主車輪を小さなコンクリート製の溝の中に入れておき、ゴム索の中央部をウインチ曳航用のフックに掛ける。ゴム索の両端にはそれぞれ3～4人が付き、左右に分かれてやや斜めに引っ張る。ゴム索の張力が充分に高くなったならば、パイロットはブレーキを離し、車輪は溝から飛び出し、グライダーはちょうど離陸できるだけのエネルギーを加えられ、丘から飛び去ることになる。

## クロス・カントリー飛行
グライダーが1 m沈下する間に飛行できる距離は、揚力と抗力の比率（揚抗比、L/D）から見積もられる。形式によって異なるが、最新の設計の機体では44：1～70：1の間である。
この性能のグライダーは、通常の上昇気流を利用して長距離を高速で飛行できる。ちなみに、1,000 kmの距離を飛行したときの平均速度記録は169.7 km/時である。北ヨーロッパのような条件の劣る場所でも、熟練したパイロットが毎年何人も500 km以上の飛行を行っている。
訓練生のような、単独飛行を始めたばかりのグライダー・パイロットは、出発した飛行場まで滑空して帰れる範囲に居なければならない。クロス・カントリー飛行は、出発した飛行場から離れたところで上昇気流を探し出し、航法を行い、必要に応じてどこかに着陸できるだけの十分な技能を修得して、はじめて許される行動である。
1960年代以降はグライダーの性能が向上したため、機体回収の手間を伴う「片道飛行で出来るだけ遠くまで」という飛行目標は流行らなくなった。現在では、計画した周回コースを経由して出発飛行場に戻ってくる飛び方が通常である。
高速飛行を一層楽しむために、競技会種目には速度競走が取り入れられた。最も速く飛んだパイロットを勝者とするが、天候が悪くて完翔できない場合は、最も遠くまで飛んだ者を勝者とする。競技距離は1,000 kmまであり、平均速度120 km/時は珍しくない。
競技では、はじめに地上の監視役員が、グライダーが旋回点を回ったことを確認する。後刻、パイロットはその地点を撮影した写真を裏づけとして提出する。
現在ではグライダーが正確なGNSSフライトレコーダーを搭載していて、数秒おきにGPS衛星から送られた位置情報を記録している。
全国大会は1週間、世界選手権大会は2週間以上の日程で行われる。全種目の累計得点が最高のパイロットが勝者になる。ただし、このような競技会でも一般の注目を集めることは無い。例えば、多数のグライダーが一斉にスタートを切ることは迫力ある情景ではあるが危険であるため、間隔をあけた個別出発法が採られている。また、見物人がグライダーを見ることができるのは、どの競技でも短時間に過ぎない。さらに、採点法も複雑である。そのため、グライダー競技のテレビ放映も難しい。
グライダー競技を広くアピールするために、新方式のグランプリ競技方式が導入されている。改良点は、少数機で同時出発をすること、何回も周回する競技法にしたこと、採点法を単純にしたことである。
インターネットを利用した分散開催形式のオンライン競技会もある。パイロットは自分のGPSデータをアップロードすると、それからの飛行距離が自動的に採点されるようになっている。2006年には、全世界の7,800名のパイロットが参加した。

### 平均飛行速度の最大化理論
クロス・カントリー競技で、飛行速度を数学的に最適化する理論を発展させたのは、ソアリングの開拓者のポール・マクレディー（Paul MacCready）の功績とされている。
この方法は1938年にウォルフガング・シュペーテ（Wolfgang Späte）が発表したものである。シュペーテは、後年、第二次世界大戦時のドイツ空軍で、ロケット戦闘機メッサーシュミット Me163を操縦している。
この飛行速度理論は、サーマルの強さ、グライダーの性能ほかの変数から、サーマルとサーマルの間を渡るときの最適飛行速度を算出することが出来る。グライダーを速く飛ばすと、次のサーマルに短時間で到着できる。他方、高速で飛行するほど沈下高度が増え、失った高度を回復するためにサーマル内で旋回飛行を行う時間は長くなる。マクレディーの飛行速度理論は、サーマルの間を渡る飛行と、高度を回復するためのサーマル内の飛行の兼ね合いを計算するものである。競技に出場するパイロットたちは、機載のコンピューターにマクレディー理論のプログラムを入れておき、最適飛行速度を求めている。
このような理論を使うとしても、平均速度を向上させる決め手は、パイロットが強力なサーマルを見つけ出す能力である。
強力なサーマルの存在が予測されている空域のクロス・カントリー飛行では、バラストの水を主翼内と垂直尾翼内のタンクまたは袋に搭載する。主翼のバラスト搭載位置は主桁の前で、重心位置を前進させるので、それを補正するために後方にある垂直尾翼にも搭載する。
バラストを積むと翼面荷重が増え、最大揚抗比になる速度が大きくなるので、サーマル間を渡る時間は短縮される。その反面、上昇気流内の上昇速度は低下し、旋回半径が大きくなってサーマル内に収まりにくくなる。
サーマルやウエーブなどの上昇気流が強力である場合は、バラスト搭載による上昇気流内の性能低下の影響が小さくなるので、敢えてグライダーを重くして、平均速度や一定時間の飛行距離を数％向上させる。上昇気流が予想より弱かった場合、場外着陸を行う場合は、パイロットは排出バルブを開いてバラストの水を機外に捨てる。

### 飛行技能バッジ
1920年代以来、パイロットが達成した滑空飛行の成果は、授与されたバッジで示される。
初単独飛行のような低位のバッジは、各国の滑空協会が独自の規定によって授与している。通常では、銅バッジが、クロス・カントリー飛行・指定地着陸・立証されたソアリング飛行の達成を示している。
高位のバッジ授与は、F.A.I.の滑空委員会が下達した標準基準による。F.A.I.のスポーティング・コードは、バッジ申請を認定するときの立会人や測定方法を定めており、それに拠れば飛行距離はkm単位、獲得高度はmで測定することになっている。
銀Cバッジは、1930年に制定された。銀バッジを獲得するには、獲得高度1000m以上・5時間以上の滞空・直線距離50 km以上のクロス・カントリー飛行の達成が必要である。この3基準は、例外もあるが、通常は別々の飛行で達成される。
金バッジやダイヤモンド・バッジを獲得するためには、更に高く、遠くまで飛ばなければならない。ダイヤモンド・バッジの場合は、事前に目的地を定められた300 kmの飛行・目的地を定めない500 kmの連続飛行・獲得高度5,000 mが必要である。
F.A.I.では1,000 km飛行の認定書を発行しており、更に250 km延ばした飛行の認定書もある。

### アウト・ランディング（場外着陸）
クロス・カントリー飛行中に天候の悪化などによって上昇気流が見つからなかった場合、パイロットは飛行場に戻るか、アウト・ランディングするかを選択しなければならない。迷惑なことに、「アウト・ランディング」は非常時の緊急着陸と混同されることが多いが、これはクロス・カントリー飛行中にいつでも起こる普通の事柄に過ぎない。パイロットは、穀物や家畜などの財物に被害を与えないような着陸場所を選ばなければならない。
グライダーとパイロットは、着陸場所から専用のトレーラーによって回収される。あるいは、グライダーが飛行機の発着に対応できる場所に降りていて、地主が承諾すれば、曳航機を呼び寄せてそこから曳航で再離陸こともできる。この場合、パイロットは離着陸費と曳航費を支払うことになり、高いものに付くかもしれない。

### エンジンとモーターの使用
重量と費用がかさむが、グライダーに小さな原動機をつけてモーター・グライダーにする方法もある。そうすれば、アウト・ランディングの必要は無くなる。
原動機は、内燃エンジン・電気モーター・引き込み式のジェットエンジンなどである。高性能のソアリング機には、引き込み式のプロペラが取り付けられ、いわゆるツーリング・モーター・グライダーには固定式プロペラが装備される。曳航機を使わなくても自力発航出来るモーター・グライダーもあるが、小出力のサスティナー（飛行支持用エンジン）で飛行は延長できるものの、離陸発航は出来ないものもある。
原動機は空中で始動できるようになっているが、それに失敗することもあるので、安全にアウト・ランディングできる余裕は必要である。競技でエンジンを使うと、成績となるソアリング飛行は打ち切りになる。
エンジンをつけないグライダーは軽く、エンジンの再始動失敗のリスクが無く、低高度の弱いサーマルを安全に利用出来る。それゆえに、モーター・グライダーが飛び続けられない状況でも、無動力のグライダーは競技を飛びきることが出来る。
それに対してモーター・グライダーは、いつでもエンジンを始動させられる。無動力機はソアリングできなくなった状況では、遠くにアウト・ランディングをせざるを得ず、トレーラーで回収することになる。
エンジンはいつでも取り付けられるので、どちらが滑空活動の負担になるか、意見が分かれるところである。

## エアロバチックス（エアロバ・曲技飛行）
エアロバチックスの競技会は、定期的に開催されている。競技会では、背面飛行・宙返り飛行・横転、更にそれらの組み合わせなどの演技プログラムに従って飛行が行われる。それぞれの演技は採点され、「K－ファクター」と呼ばれる定数を乗じて集計される。完全な演技には満点が与えられ、そうでない場合は減点される。演技は、獲得高度内で効率よく行わなければならない。最大得点を獲得したパイロットが選手権者になる。

## 滑空活動が対面している問題点
滑空活動は将来に向かって次のような問題点を抱えている。
参加する人の余暇時間の制約
滑空活動は、1日通して行う長時間継続活動であるので、多くの人は時間を作れない。これが新規参入の障害になり、グライダー・パイロットの平均年齢は増加傾向にある。
飛行場所の不足
ヨーロッパ各国の多くは、民間航空の発展によって、空いている飛行場が減少している。
他のエア・スポーツとの競合
ハング・グライダーやパラ・グライダーのような、グライダー・パイロットが魅力を持ちそうな同類の活動が台頭してきた。
広報性の不足
テレビ放映になじまないので、グライダー競技が一般大衆に知られにくい。
活動にかかる費用の高騰
燃料費・保険料・装備することが規則で決められている新型のラジオやトランスポンダなど。

## グライダーの危険性
グライダー・パイロットは、ハング・グライダーやパラ・グライダーと異なり、丈夫な構造の機体の中にいるので、比較的安全だが、危険も潜在する。また、安全第一を基本とした訓練や行動基準が実施されているが、それでも危険性は残り、致命的な事故は毎年生じている。
事故の多くはパイロットの不注意によるものである。複数のパイロットが同じサーマルを目指すと、空中衝突の危険は大きい。この危険があるので、パイロットはパラシュートを装着している。
他のグライダーや一般の航空機に衝突しないように、グライダー・パイロットは航空法を遵守し、見張りに励まなければならない。ヨーロッパの数カ国とオーストラリアは、グライダー間の空中衝突を防止するために、FLARM警報システム装備を搭載させている。

## 滑空活動入門法
滑空を始めたい人たちに対して試乗訓練飛行の機会を提供しているグライダー・クラブも多い。日本滑空協会に問い合わせれば傘下のグライダー・クラブの状況がわかり、連絡を取ることができる。
グライダーは一定の安全基準に基づいて設計されるから、パイロットの条件も制限される。通常、体重の上限は103 kgで、身長193 cm以上の場合も問題がある。パラシュートに対しても同様である。
飛行訓練は、両席に操縦装置がついている複座グライダーを使い、教官が同乗して行われる。通常は、教官が後席で発航と着陸の操縦を行い、他の操作は練習生が行う。グライダー・クラブによっては、ウインチ曳航と飛行機曳航の両方を含んだ、数日間の練習コースを用意している。概ね50回の訓練飛行で単独飛行が出来る飛行技能を獲得するとされている。
ウインチ曳航によってグライダー操縦を学ぶ費用は、飛行機の操縦を学ぶよりは安い。飛行機曳航はウインチ曳航法より高く付くが、同じ技能を修得するための飛行回数は半減し、25回くらいになる。
飛行シミュレーターも初期教育に使われていて、天候が悪いときには特に役に立つ。
訓練生がクロス・カントリー飛行が出来るようになるまでは、初単独飛行後も教官同乗の訓練飛行が行われる。大部分の国では、グライダー・パイロットが免許を取るには、法規・航法・通信・気象・飛行原理・一般常識について受験しなければならない。

## 他のエア・スポーツとの比較
ハング・グライダーはパイロット自身の脚を降着装置に使うような、簡単で安いもので、パイロットを囲んで保護する構造を持っていない。しかしながら、基礎的なグライダーと、洗練されたハング・グライダーの差は縮まっている。例えば、普通のハング・グライダーは骨組みに羽布張りの構造であるが、硬構造の翼のものや、3軸操縦装置を備えたものも出現している。
ハング・グライダーはグライダーよりも低速で、滑空比も低いので、クロス・カントリー飛行距離は短い。
パラ・グライダーは、もっと単純な航空機である。ハング・グライダーと同様にパイロットの脚で発航・離陸する。翼は通常は骨組みを持たず、気流と空気の圧力によって形を作る。パラ・グライダーの飛行速度と滑空比は、一般にハング・グライダーよりも低く、クロス・カントリー飛行の距離も短い。
ラジオコントロールの模型グライダーは、多くは斜面上昇気流による滑翔を行うスケールモデル機であるが、サーマル滑翔を行う模型航空機もある。